# زنبور پارازیتوئید
زنبور پارازیتوئید یا هبروبراکون هبتور (به انگلیسی: Habrobracon hebetor) زنبور بی‌عسل کوچکی از خانواده زنبورهای انگل‌گذار براکونیده است که به عنوان یک انگل خارجی برای چندین گونه از لاروهای پروانه‌ها عمل می‌کند. میزبان‌های شناخته‌شده شامل مرحله لاروی شب‌پره هندی، مرحله لاروی پیشرفته شب‌پره مدیترانه‌ای، پروانه بادام و پروانه میوه خشک می‌شوند. این انگل‌واره به صورت تجاری به عنوان روشی برای کنترل آفات بدون استفاده از حشره‌کش‌های شیمیایی مورد استفاده قرار گرفته است.

## استفاده در کنترل بیولوژیکی
این زنبورها به سرعت تغذیه می‌کنند و آنزیم‌های گوارشی آن‌ها به سرعت پروتئین‌های خون در لاروهای پروانه را از بین می‌برند. این ویژگی، ارزش این گونه را به عنوان یک عامل مؤثر در کنترل بیولوژیک افزایش می‌دهد.

## چرخه زندگی
چرخه زندگی این زنبور از زمان شروع انگل‌گذاری تا ظهور نهایی حشره بالغ، حدود ده تا سیزده روز، در دمای ۳۰ درجه سانتی‌گراد (۸۶ درجه فارنهایت) طول می‌کشد. ماده بالغ حدود ۲۳ روز زندگی می‌کند و در این مدت حدود ۱۰۰ تخم تولید می‌کند. یک تا هشت تخم در داخل لاروهای پروانه‌های فلج‌شده در مراحل پایانی رشد گذاشته می‌شود.

## تشعشع
زنبور پارازیتوئید مقاومت قابل توجهی در برابر پرتوها دارد. در حالی که دوز کشنده (LD100) برای انسان‌ها حدود ۱۰۰۰ راد تخمین زده می‌شود و برای مگس‌های طاووسی ۵۶٬۱۲۸ راد (۶۴٬۰۰۰ رونتگن (یکا)) است، یک مطالعه نشان داد که زنبور پارازیتوئید در برابر پرتوهای ایکس به میزان ۱۵۸٬۰۸۰ راد (۱۸۰٬۲۵۰ رونتگن) زنده مانده است. در این مطالعه، گروه‌های پرتودهی‌شده حتی طول عمر بیشتری نسبت به گروه‌های کنترل بدون پرتودهی داشتند، اثری که به کاهش فعالیت افراد پرتودهی‌شده نسبت داده شد. اثر مشابهی نیز در سایر گونه‌های حشرات مشاهده شده است. با این حال، ماده زنبورهای پارازیتوئید در معرض ۴٬۲۱۰ راد (۴٬۸۰۰ رونتگن) عقیم شدند. مطالعه دیگری نشان داد که قرار گرفتن در معرض ۲۱۸٬۳۷۳ راد (۲۴۹٬۰۰۰ رونتگن) بلافاصله ۱۰۰٪ از زنبور پارازیتوئیدها را از بین برد.